# العلاقات السويسرية الكورية الشمالية
العلاقات السويسرية الكورية الشمالية هي العلاقات الثنائية التي تجمع بين سويسرا وكوريا الشمالية.

## مقارنة بين البلدين
هذه مقارنة عامة ومرجعية للدولتين:
| وجه المقارنة                                              | سويسرا                                                                                      | كوريا الشمالية                        |
| --------------------------------------------------------- | ------------------------------------------------------------------------------------------- | ------------------------------------- |
| المساحة (كم2)                                             | 41.28 ألف                                                                                   | 120.54 ألف                            |
| عدد السكان (نسمة)                                         | 8.21 مليون                                                                                  | 25.49 مليون                           |
| الكثافة السكانية (ن./كم²)                                 | 198.89                                                                                      | 211.47                                |
| العاصمة                                                   | برن                                                                                         | بيونغيانغ                             |
| اللغة الرسمية                                             | اللغة الألمانية، اللغة الإيطالية، لغة فرنسية، اللغة الرومانشية، الألمانية السويسرية الموحدة | لغة كوريا الشمالية القياسية ‏          |
| العملة                                                    | فرنك سويسري                                                                                 | وون كوري شمالي                        |
| الناتج المحلي الإجمالي (بليون دولار)                      | 678.89 مليار                                                                                |                                       |
| الناتج المحلي الإجمالي (تعادل القوة الشرائية) بليون دولار | 518.07 مليار                                                                                |                                       |
| الناتج المحلي الإجمالي الاسمي للفرد دولار أمريكي          | 80.94 ألف                                                                                   |                                       |
| الناتج المحلي الإجمالي للفرد دولار أمريكي                 | 59.54 ألف                                                                                   |                                       |
| مؤشر التنمية البشرية                                      | 0.930                                                                                       |                                       |
| رمز المكالمات الدولي                                      | +41                                                                                         | +850                                  |
| رمز الإنترنت                                              | .ch، .swiss ‏                                                                                | .kp                                   |
| المنطقة الزمنية                                           | توقيت وسط أوروبا، ت ع م+01:00، ت ع م+02:00، أوروبا/زيورخ ‏                                   | ت ع م+08:30، ت ع م+08:30، ت ع م+09:00 |

## منظمات دولية مشتركة
يشترك البلدان في عضوية مجموعة من المنظمات الدولية، منها:
| علم المنظمة | اسم المنظمة              | تاريخ انضمام سويسرا | تاريخ انضمام كوريا الشمالية |
| ----------- | ------------------------ | ------------------- | --------------------------- |
|             | يونسكو                   | 28 يناير 1949       | 18 أكتوبر 1974              |
|             | الاتحاد الدولي للاتصالات | 1866                | ?                           |
|             | الأمم المتحدة            | 10 سبتمبر 2002      | 17 سبتمبر 1991              |
|             | الاتحاد البريدي العالمي  | ?                   | ?                           |

## وصلات خارجية
- موقع وزارة الخارجية السويسرية
- موقع وزارة الخارجية الكورية الشمالية